# Hot-Choice
Hot-Choice (англ. горячий выбор) — принцип, действующий при выборе кода оператора дальней междугородной (МГ) и международной (МН) исходящей телефонной связи путём набора кода оператора при каждом звонке.
Альтернативой для hot choice является pre-select, когда абонент заранее выбирает одного оператора для всех исходящих звонков.
Некоторые телефонные компании самостоятельно постановили, что абонент, который желает получить возможность выбирать оператора при звонках в другие города и страны, должен лично явиться на телефонный узел и подать заявление об этом. В других случаях достаточно устного согласия абонента при рекламном звонке от оператора дальней связи.
В России по закону «О связи» абонент может выбирать оператора дальней связи либо в режиме hot-choice, либо в режиме pre-select. С 2008 года в России можно «совмещать» режимы, то есть, несмотря на сделанный выбор оператора в режиме pre-select, для отдельных звонков использовать режим hot-choice, выбирая других операторов.

## Интересные факты
- В России Hot Choice был доступен[когда?] только в нескольких регионах, таких как Москва, Псков, Кострома, Якутия, Татарстан и Башкирия.[1]
- Многие пользователи неохотно использовали эту функцию из-за необходимости набирать дополнительные коды перед звонком.
- Введение Hot Choice было призвано повысить конкуренцию среди операторов дальней связи и снизить тарифы для абонентов.[2][нет в источнике]
- Министерство экономического развития предлагало расширить возможность выбора оператора для сотовых сетей, но это решение так и не получило широкого распространения.
- В 2008 году СЗТ объявил о введении системы Hot Choice, но затем неожиданно отказался от своих планов. Это решение было воспринято как выгодное для "Ростелекома" и его акционеров.[3]